# GPR32
GPR32, G protein-spregnuti receptor 32, je protein koji je kod čoveka kodiran GPR32 genom. GPR32 je blisko srodan hemotaksnom formil peptidnom receptoru.

## Literatura
1. ↑  „Entrez Gene: GPR32 G protein-coupled receptor 32”.
2. ↑  Marchese A, Nguyen T, Malik P, Xu S, Cheng R, Xie Z, Heng HH, George SR, Kolakowski LF, O'Dowd BF (1998). „Cloning genes encoding receptors related to chemoattractant receptors”. Genomics. 50 (2): 281—6. PMID 9653656. doi:10.1006/geno.1998.5297.

## Dodatna literatura
- Marchese A; Nguyen T; Malik P;  . (1998). „Cloning genes encoding receptors related to chemoattractant receptors.”. Genomics. 50 (2): 281—6. PMID 9653656. doi:10.1006/geno.1998.5297.
- Strausberg RL; Feingold EA; Grouse LH;  . (2003). „Generation and initial analysis of more than 15,000 full-length human and mouse cDNA sequences.”. Proc. Natl. Acad. Sci. U.S.A. 99 (26): 16899—903. PMC 139241 . PMID 12477932. doi:10.1073/pnas.242603899.
- Gerhard DS; Wagner L; Feingold EA;  . (2004). „The status, quality, and expansion of the NIH full-length cDNA project: the Mammalian Gene Collection (MGC).”. Genome Res. 14 (10B): 2121—7. PMC 528928 . PMID 15489334. doi:10.1101/gr.2596504.